# Elecciones a Cortes Constituyentes de 1873
Por ley de 11 de marzo de 1873, el gobierno de Estanislao Figueras convocó elecciones a Cortes Constituyentes de la Primera República Española para que se reunieran en Madrid el 1 de junio.  Los comicios tuvieron lugar los días 10, 11, 12 y 13 mayo, obteniendo los republicanos federales 343 escaños y el resto de fuerzas políticas, 31.
Las elecciones, sin embargo, se desarrollaron en condiciones muy poco ortodoxas, y su representatividad resultó ridícula incluso para la época, pues no se presentaron a las elecciones ni los monárquicos carlistas, que estaban en guerra desde 1872, ni los monárquicos alfonsinos de Cánovas del Castillo, ni los republicanos unitarios, ni tan siquiera las incipientes organizaciones obreras adscritas a la Internacional, que se pronunciaron por la abstención. Fueron posiblemente los comicios con la participación más baja de la Historia de España. En Cataluña sólo votó el 25% del electorado, y en Madrid no mucho más: un 28%.